# Camí del Pas de les Illes
El Camí del Pas de les Illes és una pista rural del terme municipal de Granera, a la comarca del Moianès.

El Camí del Pas de les Illes, respecte de Granera

El camí arrenca de la carretera BV-1245 en el punt quilomètric 7,880, des d'on arrenca cap a ponent per, al cap de poc, girar cap al sud-est. Continua davallant cap al torrent de la Riera sempre cap al sud-est, fins que arriba al Pas de les Illes en uns 650 metres.